# Steve Davis
Steve Davis (n. 22 august 1957, Greater London, Anglia, Regatul Unit) este un fost jucător profesionist englez de snooker.

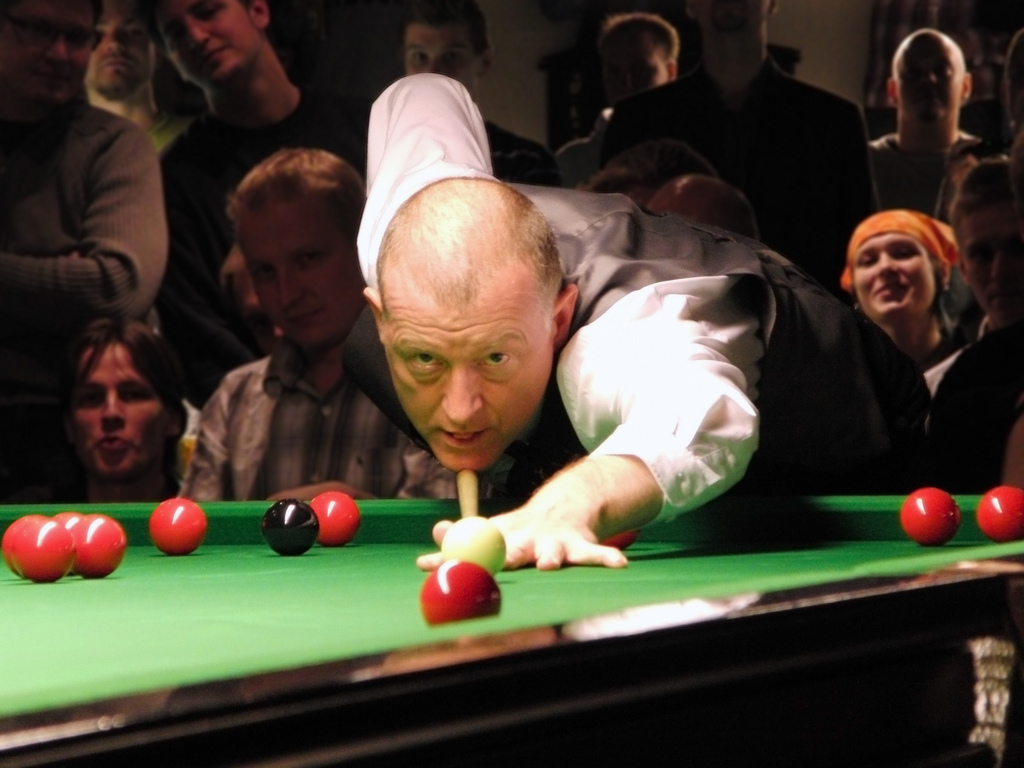
Steve Davis în timpul unui meci împotriva lui Ville Pasanen în 2008

A fost mult timp recordman printre jucătorii de snooker având 6 titluri mondiale, depășit abia în 1999 de Stephen Hendry. Deși a câștigat majoritatea titlurilor până în 1997, Davis a continuat să joace snooker la nivel înalt, rămânând în topul celor 16 în fiecare an. Este numărul 11 mondial în sezonul 2006-2007 și numărul 15 în 2007-2008. Steve Davis a fost mult timp considerat cel mai mare jucător de snooker al zilelor noastre. În anii săi de glorie (anii 1980) Sporting Life scria că Davis a apărut la televiziune mai des decât primul ministru din acel timp (nimeni alta decât Margaret Thatcher). 
Este supranumit:
- The Nugget,
- Interesting,
- Ginger Magician,
- Romford Slim.

Pe final de carieră, a trecut și în spatele microfonului, devenind comentator la BBC. Are de asemenea succes ca jucător de poker.